# Uchideshi
Uchideshi (内弟子) är en elev eller lärjunge inom någon japansk konstform,  som tränar under och assisterar sin lärare på heltid, kanske oftast budō som aikidō, sumō eller karate. Systemet förekommer även i  kabuki, rakugo, shōgi och igo.

## Åtagande
Elever som tränar för en lärare men inte är uchideshi kallas sotodeshi (外弟子), där soto (外) betyder utanför.

### Definition
Det finns ingen helt klar definition av uchideshi. Det är vanligt att en uchideshi bor i dojon, och enligt vissa definitioner krävs det att eleven gör detta för att kunna räknas som uchideshi. Det finns dock många personer som kallats och kallas uchideshi som inte bott i själva träningslokalen under sin tid som nära elev till sin lärare.

### Sysslor
En uchideshi hjälper ofta till med undervisning, och ibland ingår det även att städa inte bara träningslokalen, dojon,  utan även lärarens bostad. Uchi(内) betyder insida och deshi(弟子) elev (eller yngre manlig familjemedlem), så termen kan möjligen översättas med "inre elev". För japaner som utbildar sig till budolärare är tiden som uchidesi ofta ett slags lärlingstid, men termen används även ibland om västerlänningar som åker till Japan på längre tid för att träna, bor i dojon och hjälper dojon med diverse sysslor under den tiden eleven vistas där.